# Jocs Honoraris
Els Jocs Honoraris (en llatí: Ludi Honorarii) eren uns jocs romans esmentats només per Suetoni, que diu que van durar trenta dies i van ser organitzats per August. L'emperador va declarar que aquells trenta dies serien fasti.